# Самый ценный игрок Суперкубка Единой лиги ВТБ
Самый ценный игрок Суперкубка Единой лиги ВТБ — награда самому лучшему игроку Суперкубка Единой лиги ВТБ по итогам предсезонного турнира. Она присуждается ежегодно с Суперкубка Единой лиги ВТБ 2021 года. С момента учреждения награды титул присуждался 4 разным игрокам. Текущий обладатель титула — Алекса Аврамович.

## Список победителей
| Турнир | Игрок            | Команда | Ссылка |
| ------ | ---------------- | ------- | ------ |
| 2021   | Уилл Клайберн    | ЦСКА    | [ 1 ]  |
| 2022   | Томас Уимбуш     | Зенит   | [ 2 ]  |
| 2023   | Кайл Курич       | Зенит   | [ 3 ]  |
| 2024   | Алекса Аврамович | ЦСКА    | [ 4 ]  |